# گرند تور

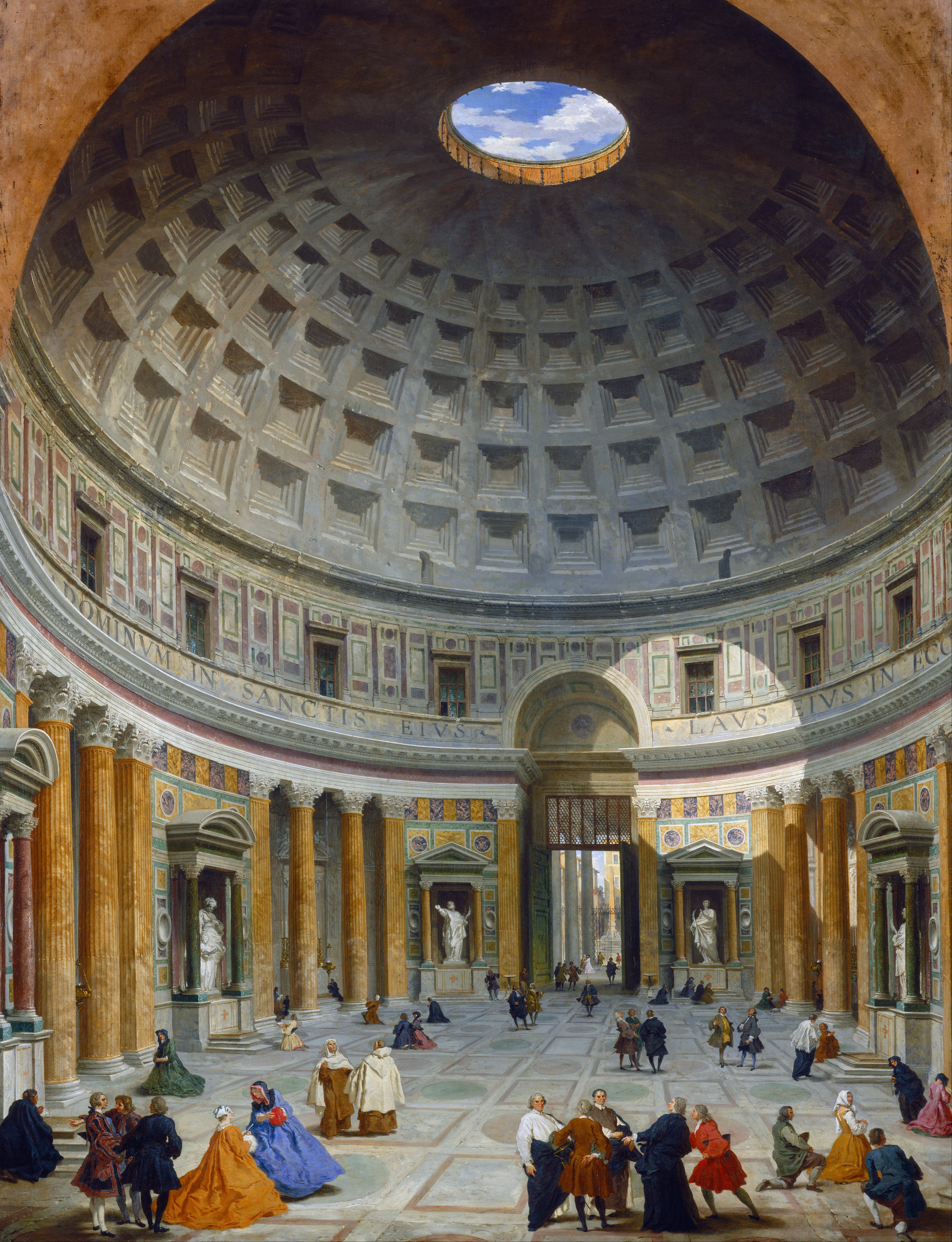
داخل پانتئون در قرن ۱۸ نقاشی توسط جیووانی پائولو پانینی

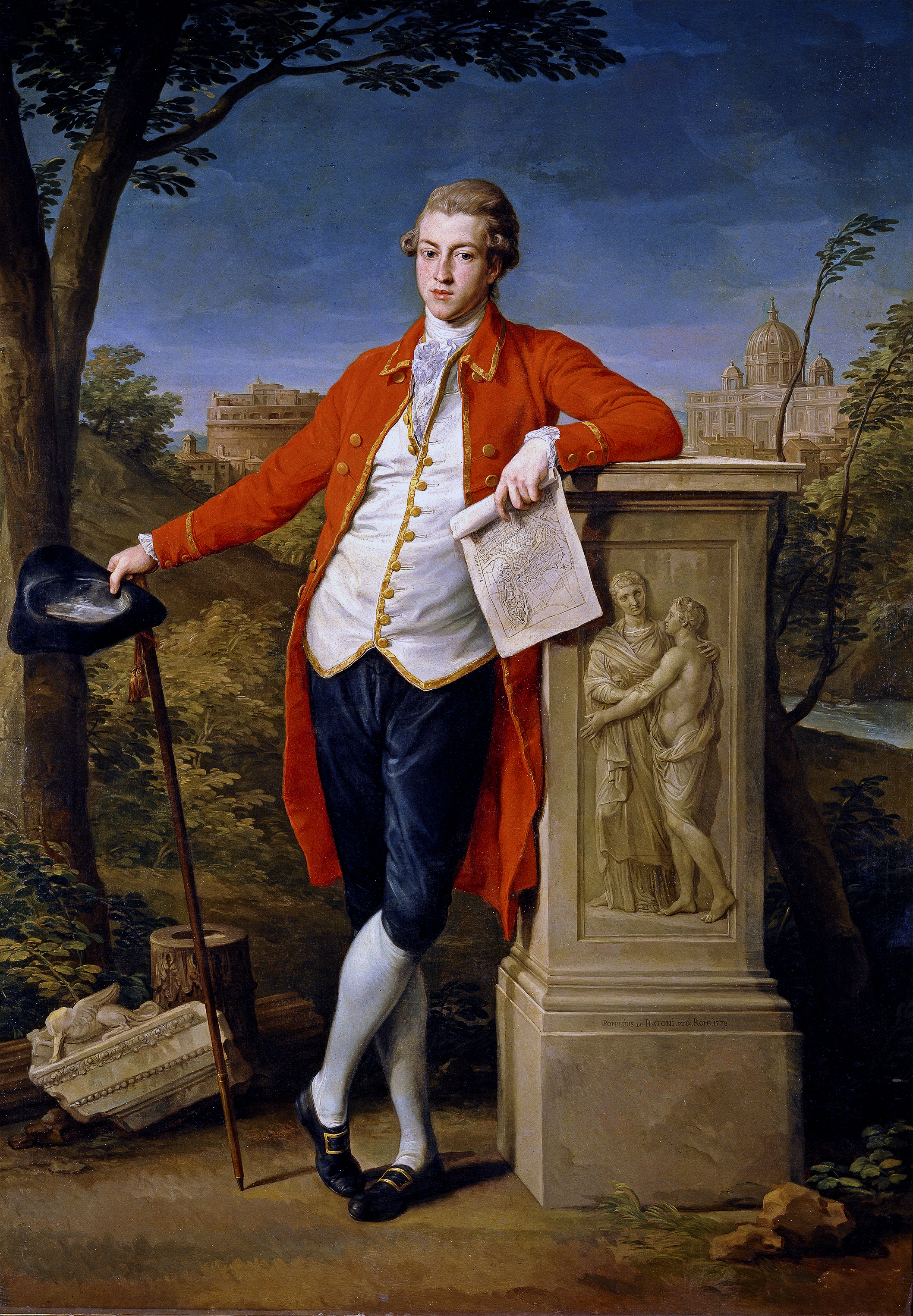
گردشگرانی مانند فرانسیس Basset از راه گرند تور با آثار باستانی آشنا می‌شدند.

تور بزرگ یا گرند تور (Grand Tour) نوعی سنت گردشگری در اروپا بود که در سده‌های گذشته رواج داشت. در این نوع گردشگری، مردانی از طبقه طبقات بالای اجتماعی و نیز کسانی از طبقات پائین‌تر اما دارای حامی مالی به گردش در نقاط مختلف اروپا می‌پرداختند. این هنجار از حدود ۱۶۶۰ شروع شد و تا ظهور حمل و نقل ریلی در مقیاس وسیع در دهه ۱۸۴۰ ادامه داشت و برنامه سفر مشخصی داشت. گردشگری تور بزرگ به عنوان یک برنامه آموزشی مناسک گذر محسوب می‌شد. هر چند در درجه اول، تور بزرگ را طبقات اشراف و ثروتمندان بریتانیا آغاز کردند اما سفرهای مشابه توسط مردان جوان پروتستان شمال اروپا در قاره اروپا و از نیمه دوم قرن ۱۸ توسط برخی از ساکنان آمریکای جنوبی و آمریکای شمالی صورت گرفت. با گسترش حمل و نقل ریلی و کشتی بخار، سفر بسیار ساده‌تر شد و کسانی مانند توماس کوک که «تور کوک» را ابداع کرد، گردشگری انبوه را پایه‌گذاری کردند.

## نمونه مسیرهای گردشگری
رایج‌ترین مسیر در گرند تور از نسلی به نسل دیگر متفاوت بود. اما گردشگران انگلیسی معمولاً از منطقه دوور در انگلستان شروع می‌کردند و با عبور از کانال انگلیس به اوستند در هلند/بلژیکیا کاله یا لو هاور در فرانسه می‌رفتند. از آنجا توریستی معمولاً به همراه یک راهنما و احتمالاً اگر ثروتمند بودند با گروهی از خدمتکاران و راهنمای سفر ادامه می‌دادند. بخشی از سفر در رشته کوه‌های آلپ بود و از آنجا به سن، پاریس یا تا راین و بازل ادامه می‌یافت.
با توجه به رایج بودن زبان فرانسوی در اروپا، استخدام راهنمای فرانسوی زبان و سفر به پاریس در قرنهای ۱۷ و ۱۸ رایج بود. در پاریس ممکن بود فرد گردشگر زبان فرانسوی بیاموزد یا در کلاسهای رقص، شمشیربازی و سوارکاری شرکت کند. پیچیدگی زبان فرانسه و رفتار سطح بالای جامعه فرانسوی از جمله داشتن وقار در رفتار و مد باعث تشویق جوانان برای رفتن به پاریس می‌شد. این خدمت به منظور آماده‌سازی مرد جوان برای یک موقعیت رهبری در شهر خود که اغلب در دولت یا دستگاه دیپلماسی بود مناسب بود.

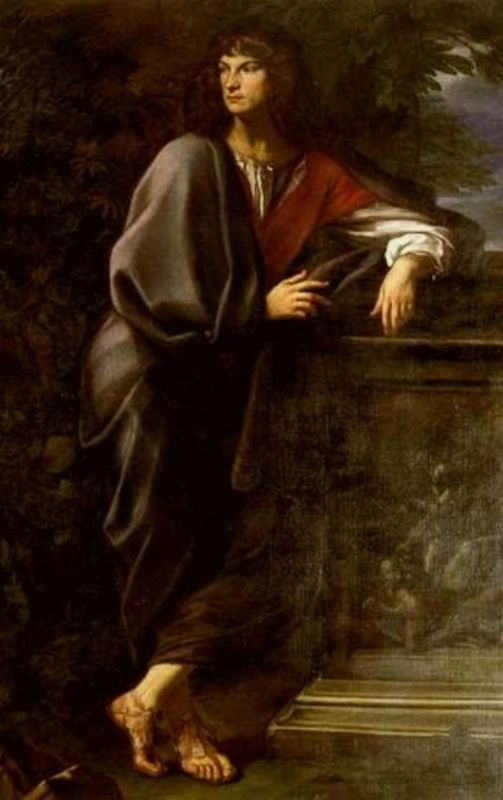
رابرت اسپنسر، ارل دوم ساندرلند با پوشش سنتی رم.

گردشگر گرند تور معمولاً از پاریس به شهری در سوئیس می‌رفت که اغلب ژنو (مهد پروتستان) یا لوزان بود. کوهنوردی آلپی یا آلپ‌نوردی ("Alpinism" یا کوهنوردی در قرن ۱۹ رواج یافت. از آنجا مسافر با تحمل دشواری سفر با عبور از رشته کوه‌های آلپ به شمال ایتالیا و می‌رسید.
در ایتالیا، توریست‌ها به تورین (و گاه میلان) می‌رفتند و سپس ممکن بود چند ماهی را در فلورانس بگذرانند که تعداد زیادی جوامع ایتالیایی-انگلیسی در آنجا وجود داشت. پیزا، پادوا، بولونیا و ونیز مقصدهای دیگر بودند که به ویژه ونیز برای انگلیسی‌ها یک شهر مظهر ایتالیا بود.
از ونیز مسافر به رم و دیدن خرابه‌های روم باستان و شاهکارهای نقاشی، مجسمه‌سازی و معماری روم در اوایل مسیحیت، رنسانس و دوران باروک می‌رفت. ناپل برای درک موسیقی و هرکولانیوم و پمپئی برای باستان‌شناسی انتخاب می‌شدند و گاه با قایق تا سیسیل (سایت خرابه‌های یونانی) و مالت یا حتی یونان هم پیس می‌رفتند. اما معمولاً ناپل نقطه پایان بود.
از اینجا مسافر با طی کردن آلپ سمت شمال، از طریق مناطق آلمانی زبان به سمت خانه بازمی‌گشت. گردشگر ممکن بود در اینسبروک، وین، درسدن، برلین، پوتسدام، مونیخ یا هایدلبرگ توقف کند. مقصد بعدی هلند و فلاندر برای دیدن آثار هنری در گالری‌ها بود و سپس مسافر از طریق کانال انگلیس به کشورش بازمی‌گشت.

## حساب‌های منتشر شده

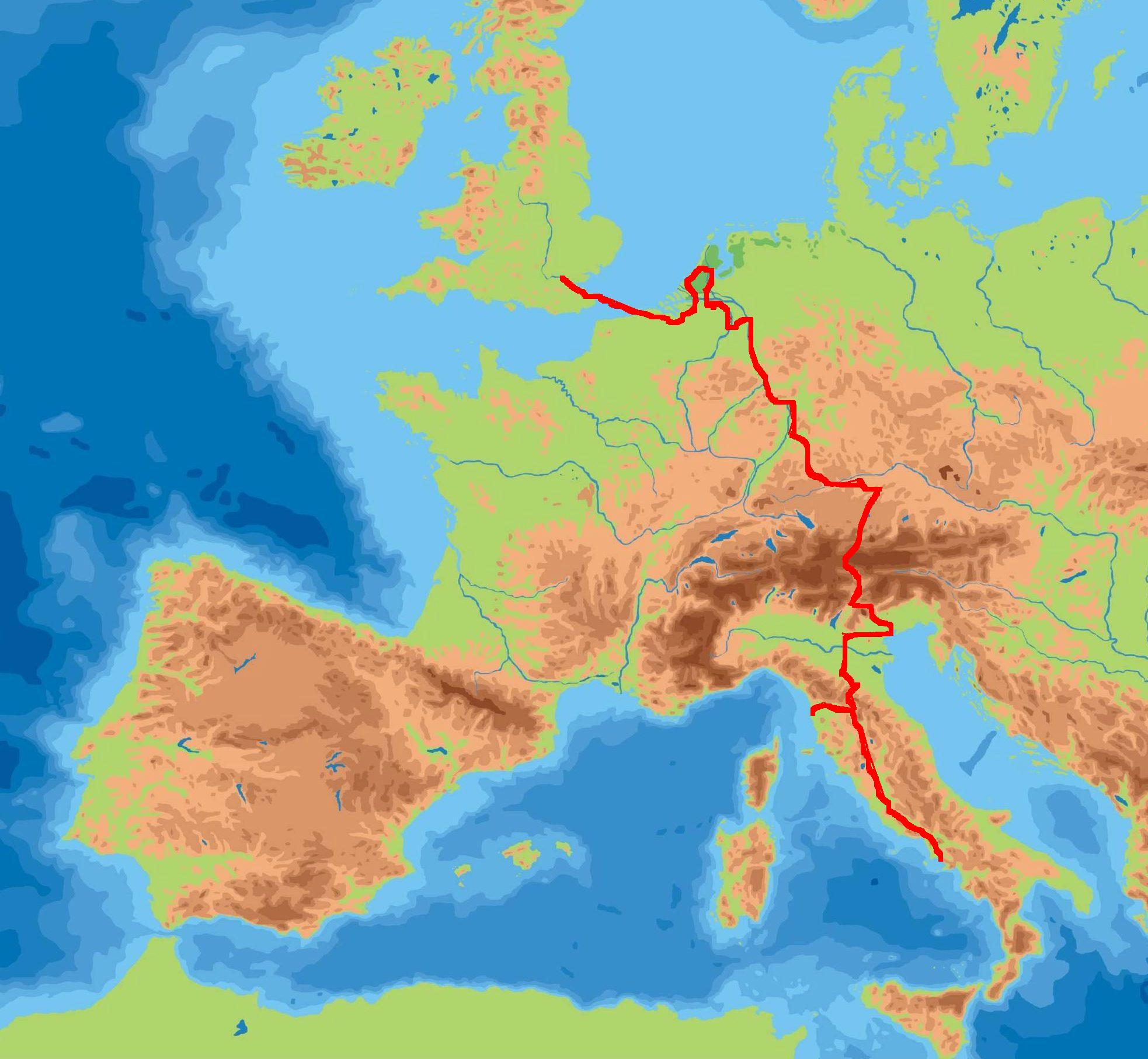
خط سیر ویلیام بکفورد.

سفرنامه‌های منتشر شده (و اغلب جلا داده شده) گردشگران گرند تور حاوی اطلاعات مفصلی از مناطق و مردمان اروپاست.